# Bankilaré
Bankilaré ist eine Landgemeinde und der Hauptort des gleichnamigen Departements Bankilaré in Niger.

## Geographie
Bankilaré liegt zwischen dem Fluss Niger im Osten und der Staatsgrenze zu Burkina Faso im Westen. Die Nachbargemeinden in Niger sind Gorouol im Norden, Ayérou und Dessa im Osten sowie Kokorou und Téra im Süden. Die Gemeinde wird überwiegend zum Sahel gerechnet, nur ein kleiner Abschnitt im Norden ist Teil der Übergangszone zwischen Sahel und Sahara.
Bankilaré besteht aus einem urbanen und einem ländlichen Gemeindegebiet. Das urbane Gemeindegebiet ist in sechs Stadtviertel gegliedert: Assilim, Honbéri, Résidentiel, Tazizguirt, Técheft und Zongo. Bei den Siedlungen im ländlichen Gemeindegebiet handelt es sich um 67 Dörfer, 32 Weiler und 71 Lager.
Es gibt vier permanente Seen in der Gemeinde, darunter die 60 Hektar große Mare d’Alimboulé und die 70 Hektar große Mare d’Ingui.

## Geschichte
Das Gebiet von Bankilaré gelangte 1899 unter französische Verwaltung, zunächst als Teil des Kreises Sinder und später als Teil des Kantons Gorouol. Um die nomadisch lebenden Tuareg und Fulbe in diesem Gebiet verwalten zu können, wurde 1959 in Bankilaré ein Verwaltungsposten eingerichtet. Bankilaré wurde damit neben Kolmane und Yatakala das dritte Dorf im Kanton Gorouol, das zu Zwecken politischer Verwaltung von Bedeutung war. Im Zuge dessen erhielt der Ort mehrere infrastrukturelle Einrichtungen wie einen Gendarmerieposten und ein Gesundheitszentrum. Bereits 1956 war eine Grundschule eröffnet worden. Im Gebiet von Bankilaré befanden sich noch in den 1960er Jahren bedeutende Anbauflächen für Hirse. Danach sorgten schlechte klimatische Verhältnisse und unfruchtbare Böden für einen starken Rückgang des Ackerbaus.
Im unabhängigen Niger (ab 1960) behielt Bankilaré den Status eines Verwaltungsposten. Insbesondere im Zuge der lange Zeit ergebnislosen Bemühungen um eine Dezentralisierung des Landes ab den 1990er Jahren setzten sich lokale Tuareg-Anführer für eine Loslösung Bankilarés von Gorouol ein. Erst im Zuge der landesweiten Verwaltungsreform von 2002 wurde Bankilaré eine von Gorouol unabhängige Landgemeinde.
Bei einer Untersuchung im April 1982 wurde beim Befall mit der Saugwürmer-Art Schistosoma haematobium unter den 4- bis 17-Jährigen im Hauptort eine Prävalenz von 94 Prozent festgestellt. Bei der Hungerkrise in Niger 2005 gehörte Bankilaré wie Gorouol zu den am stärksten betroffenen Orten. Hier hatte die Bevölkerung weniger als eine Mahlzeit am Tag zur Verfügung.
Der Verwaltungsposten von Bankilaré wurde 2011 aus dem Departement Téra herausgelöst und zum Departement Bankilaré erhoben.

## Bevölkerung
Bei der Volkszählung 2012 hatte die Landgemeinde 84.893 Einwohner, die in 9909 Haushalten lebten. Bei der Volkszählung 2001 betrug die Einwohnerzahl 24.328 in 2966 Haushalten.
Das urbane Gemeindegebiet hatte bei der Volkszählung 2012 3951 Einwohner in 527 Haushalten, bei der Volkszählung 2001 2642 in 327 Haushalten und bei der Volkszählung 1988 13.804 in 2043 Haushalten.
In ethnischer Hinsicht ist die Gemeinde ein Siedlungsgebiet von Songhai, Fulbe und Tuareg.

## Politik
Der Gemeinderat (conseil municipal) hat 21 gewählte Mitglieder. Mit den Kommunalwahlen 2020 sind die Sitze im Gemeinderat wie folgt verteilt: 8 MODEN-FA Lumana Africa, 5 PNDS-Tarayya, 3 MNSD-Nassara, 2 PJP-Génération Doubara, 2 UPRD-Kandé Gomni und 1 MPR-Jamhuriya.
Jeweils ein traditioneller Ortsvorsteher (chef traditionnel) steht an der Spitze von 31 Dörfern im ländlichen Gemeindegebiet.

## Wirtschaft und Infrastruktur
Am Fluss Niger wird Nassreisanbau praktiziert. Das übrige Gemeindegebiet gehört zu einer Zone, in der zum Teil noch Agropastoralismus betrieben wird. Es gibt einen Markt im Stadtzentrum.
Gesundheitszentren des Typs Centre de Santé Intégré (CSI) sind im Stadtzentrum sowie in den ländlichen Siedlungen Amarsingué, Chatoumane, Lemdou und Pétèlkolé vorhanden. Das Gesundheitszentrum im Zentrum verfügt über ein eigenes Labor und eine Entbindungsstation. Der CEG Bankilaré ist eine allgemein bildende Schule der Sekundarstufe des Typs Collège d’Enseignement Général (CEG). Beim Collège d’Enseignement Technique de Bankilaré (CET Bankilaré) handelt es sich um eine technische Fachschule. Das Berufsausbildungszentrum Centre de Formation aux Métiers de Bankilaré (CFM Bankilaré) bietet Lehrgänge in Landwirtschaftsmechanik, familiärer Wirtschaft und Tischlerei an. Im Stadtzentrum nahm im Dezember 1999 der landesweit erste lokale Bürgerhörfunk (radio communautaire) seinen Betrieb auf.
Durch die Gemeinde verläuft die 152,4 Kilometer lange Nationalstraße 5 zwischen der Stadt Téra und der Staatsgrenze mit Mali. Im Hauptort zweigt die die 49 Kilometer lange Route 645 nach Méhana, eine einfache Piste, von der Nationalstraße 5 ab. Das Dorf Chatoumane ist über die 6,3 Kilometer lange Landstraße der Route 687 mit der Nationalstraße 4 und dem Dorf Sékomé verbunden. Im Dorf Pétèlkolé zweigt die 9,9 Kilometer lange Route 688 von der Nationalstraße 4 ab. In der Regenzeit ist das Stadtzentrum wegen des schlechten Straßenzustands oft für mehrere Tage von der Außenwelt abgeschnitten. Im Zentrum wir eine Niederschlagsmessstation betrieben.